# Відзнака «Ветеран військової служби»
Відзнака Міністерства оборони України «Ветеран військової служби» — відомча заохочувальна відзнака Міністерства оборони України у 1996–2012 роках.
Після впровадження у 2013 році нової системи відзнак аналогом відзнаки є медаль «Ветеран служби».

## Історія нагороди
- Відзнака встановлена наказом Міністра оборони України від 2 грудня 1996 р. № 370 (наказом були затверджені положення про відзнаку та її опис; надалі наказами Міністра оборони України від 30 жовтня 2000 року № 428 до положення були внесені зміни).
- 30 травня 2012 року Президент України В. Ф. Янукович видав Указ, яким затвердив нове положення про відомчі заохочувальні відзнаки; міністрам, керівникам центральних органів виконавчої влади, керівникам (командувачам) військових формувань, державних правоохоронних органів було доручено забезпечити в установленому порядку перегляд актів про встановлення відомчих заохочувальних відзнак, приведення таких актів у відповідність із вимогами цього Указу[2]. З набуттям чинності указом нагородження відзнакою було припинено[1]. Протягом 2012–2013 років Міністерством оборони України була розроблена нова система заохочувальних відзнак[3], що вже не містила відзнаки «Ветеран військової служби» (її аналогом стала медаль «Ветеран служби»).

## Положення про відзнаку
- Відзнакою «Ветеран військової служби» нагороджуються військовослужбовці Збройних Сил України, які мають високі показники у бойовій і професійній підготовці, виявили самовіддані дії в захисті державних інтересів України та її Збройних Сил, зразково виконують військові обов'язки, досягли високої бойової готовності військ при вислузі у Збройних Силах 25 і більше календарних років.
- Нагородження відзнакою здійснюється наказами Міністра оборони України (по особовому складу), як правило, до професійного свята та при звільненні у запас чи у відставку.
- Вручення відзнак проводиться командирами частин та з'єднань, керівниками навчальних закладів, установ Міністерства оборони України.
- Подання військовослужбовців до нагородження відзнакою «Ветеран військової служби» проводиться після закінчення встановленого терміну вислуги років з урахуванням думки постійно діючої атестаційної комісії. Визначений термін вислуги років є обов'язковим, але не єдиним критерієм до нагородження відзнакою «Ветеран військової служби». Основним критерієм до відзначення є конкретні заслуги.
- Позбавлення відзнаки «Ветеран військової служби» може бути здійснено Міністром оборони України у зв'язку з обвинувальним вироком суду, що набрав законної сили.
- Відзнака «Ветеран військової служби» і посвідчення до неї після смерті нагородженого залишається в його родині для зберігання.

## Опис відзнаки
- Відзнака Міністерства оборони України «Ветеран військової служби» виготовляється з білого металу і має форму хреста з чотирьох щитів, накладеного на два схрещені мечі вістрям униз.
- У центрі хреста у лавровому вінку жовтого металу на синьому емалевому тлі зображення Знака Княжої Держави Володимира Великого.
- Нижче розміщено фігурну стрічку покриту білою емаллю з написом у два рядки: «Ветеран військової служби».
- Всі зображення та написи рельєфні.
- Розміри хреста: 44,5×44,5 мм.
- Хрест за допомогою вушка та кільця з'єднується прямокутною колодкою білого металу, обтягнутою стрічкою. У нижній частині колодки — тонка металева фігурна дужка із заокругленим виступом та отвором посередині для сполучення колодки зі знаком відзнаки.
- Розмір колодки: висота — 42 мм, ширина — 28 мм. При цьому розмір фігурної дужки: висота — 2 мм, ширина — 30 мм, висота заокругленого виступу — 2 мм.
- На зворотному боці колодки — прорізи для прикріплення стрічки, а також застібка для кріплення відзнаки до одягу.
- Стрічка відзнаки Міністерства оборони України «Ветеран військової служби» шовкова муарова з поздовжніми смужками: жовтою 12 мм завширшки, двома синіми по 2 мм та двома блакитними по 6 мм.
- Планка відзнаки «Ветеран військової служби» являє собою металеву пластинку, обтягнуту стрічкою. Розмір планки: висота — 12 мм, ширина — 28 мм.

## Порядок носіння відзнаки
Відзнаку «Ветеран військової служби» носять з лівого боку грудей і розміщують після медалі «За сприяння Збройним Силам України».